# 延吉恐龙王国
延吉恐龙王国是一座位于中国吉林省延边朝鲜族自治州延吉市的恐龙主题乐园，为国家4A级旅游景区延吉市帽儿山恐龙文化旅游区的一部分。
延吉恐龙王国占地近50公顷，有四大场馆和五大主题区。四大场馆包括“延吉历史文化博物馆”、“金豆艺术剧院”、“欢乐水世界”、“恐龙研究所”。五大主题区指“旧石器时代”、“侏罗纪世界”、“中国朝鲜族风情区”、“动物王国”、“环湖景观区”。其中旧石器时代的“天空之柱”是中国东北地区最高的飞行塔游乐设施。侏罗纪世界的“卧虎藏龙”是东北第一高垂直过山车，“飞舟冲浪”则是吉林省最大的激流勇进项目。此外，恐龙研究所拥有是东北首家高清晰投影时空穿梭机和悬挂沉浸式球幕7D影院。动物王国的“飞鸟大世界”是亚洲最大的鸟类展区。